# Cossato
Cossato är en ort och kommun i provinsen Biella i regionen Piemonte i Italien. Kommunen hade 14 534 invånare (2018).